# Eretmocerus furuhashii
Eretmocerus furuhashii är en stekelart som beskrevs av Rose och Gregory Zolnerowich 1994. Eretmocerus furuhashii ingår i släktet Eretmocerus och familjen växtlussteklar.
Artens utbredningsområde är Taiwan. Inga underarter finns listade i Catalogue of Life.